# Pär Holmgren

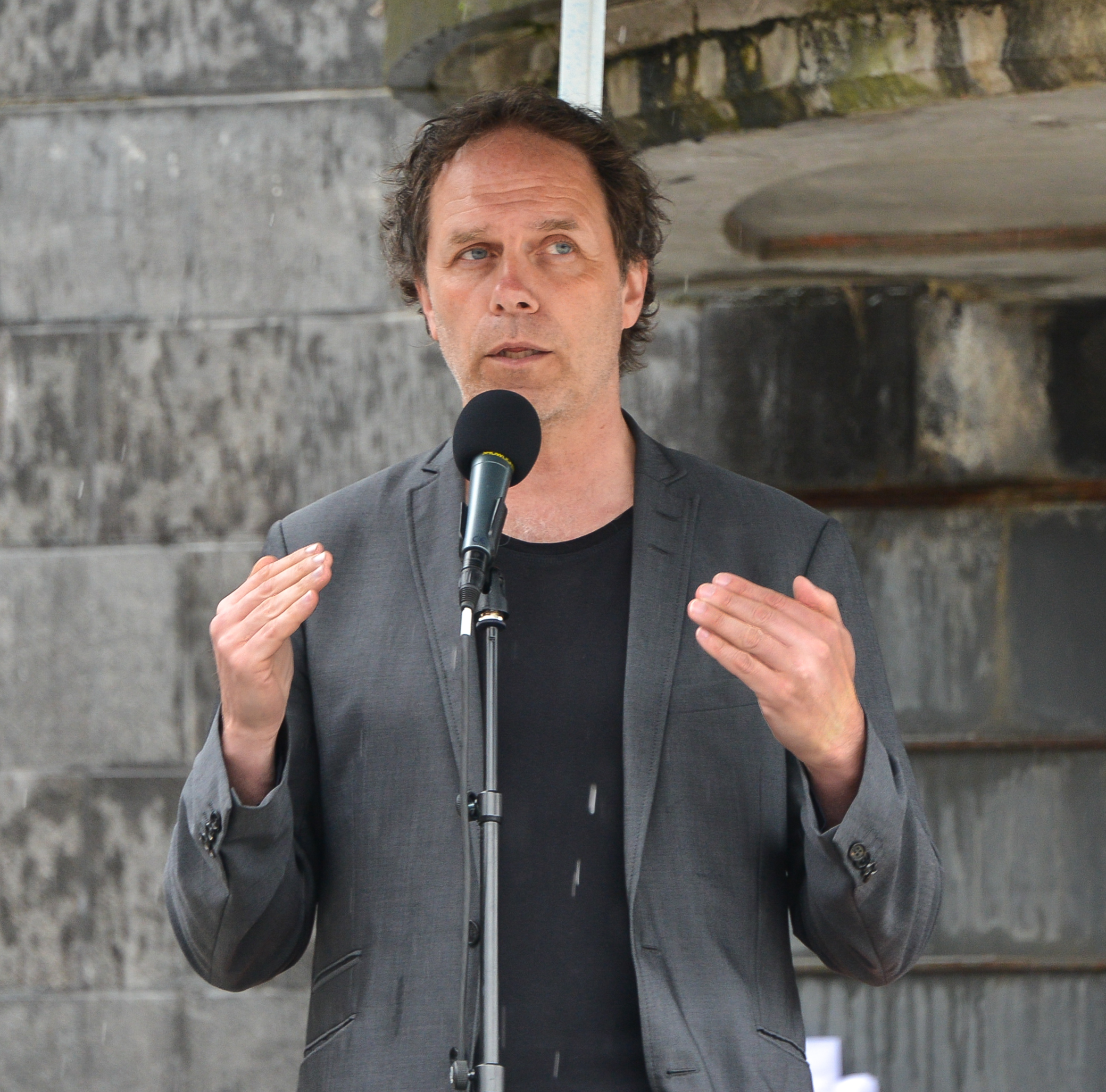
Pär Holmgren fazendo campanha antes das eleições do Parlamento Europeu em 2019.

Pär Anders Holmgren (Gävle, 24 de outubro de 1964 -) é um político sueco e membro do Parlamento Europeu (MEP) pela Suécia desde 2019. Ele é membro do Partido Verde, parte da Aliança Livre Europeia-Verdes.

## Carreira política
Holmgren deu um passo da academia para a política em 2018, quando se juntou ao Partido Verde sueco. Nas eleições para o Parlamento Europeu de 2019, ele ganhou um dos dois assentos atribuídos aos Verdes suecos, juntamente com Alice Bah Kuhnke.